# Heinrich Oppenheim (Fußballspieler)
Heinrich „Harry“ bzw. „Ferdi“ Oppenheim (* 31. Mai 1889 in Wien; † kurz nach dem 18. November 1941 im Raum Polen/Ukraine) war ein österreichischer Fußballspieler und -trainer.

## Karriere
Heinrich Oppenheim stammte aus 9. Wiener Gemeindebezirk (Alsergrund) und war der Sohn des Privatbeamten Adolf Oppenheim (1845–1917) und dessen Frau Barbara, geb. Herdegen (1851–1899). Er hatte fünf Geschwister. Die Familie war jüdischen Glaubens.
Oppenheim bestritt am 30. Mai 1909 beim 1:1 im Freundschaftsspiel gegen Ungarn in Budapest einmalig ein Länderspiel für Österreich. Mindestens ab 1909 gehörte er dem Kader des First Vienna FC an und war 1911/12 der zentrale Spielgestalter im ersten Meisterschaftsspiel der Vienna. Zwischen 1914 und 1915 war Oppenheim beim Wiener AF aktiv.
Mit dem Ausbruch des Ersten Weltkrieges wurde Oppenheim ins österreichisch-ungarische Militär eingezogen und kämpfte an der Ostfront im heutigen Polen. Seine ersten Kriegserlebnisse teilte er in einem Zeitungsartikel.
Nach Kriegsende trat Oppenheim in Wien als Spielervermittler für deutschböhmische Vereine auf und versuchte, Spieler von Wiener Clubs abzuwerben.
Weitere Stationen im Fußball waren der 1. FC Saarbrücken und der Karlsbader FC, wobei er jeweils sowohl als Spieler als auch als Trainer fungierte.
Nach seiner aktiven Karriere war Oppenheim als Trainer unter anderem in Deutschland (Trier), Polen (Warschauer akademischer Sportverein) und dem heutigen Tschechien (Karlsbader FC) aktiv. Von 1922 bis 1924 trainierte er den italienischen Klub AC Mailand.
Im deutschsprachigen Raum hatte er den Rufnamen „Harry“ Oppenheim, während er während seiner Trainertätigkeit in Italien als „Ferdi“ Oppenheim bekannt war.

## Tod
Heinrich Oppenheim wurde im April 1939 von den Nazis in Mährisch Ostrau verhaftet und kam nach sechs Wochen frei, woraufhin er nach Lemberg flüchtete. Am 18. November 1941 wurde er erneut verhaftet und in ein unbekanntes Konzentrationslager abtransportiert und gilt seitdem als verschollen. Die Meldung über den Abtransport ist das letzte Lebenszeichen, welches der internationale Suchdienst im Jahr 1965 feststellen konnte, eine Ermordung unmittelbar nach Ankunft ohne erfolgte Registrierung ist anzunehmen.